# Phenacodes
Phenacodes és un gènere d'arnes de la família Crambidae.

## Taxonomia
- Phenacodes aleuropa (Lower, 1903)
- Phenacodes epipaschiodes (Hampson, 1912)
- Phenacodes nigroalba (Rothschild, 1915)
- Phenacodes nolalis (Hampson, 1899)
- Phenacodes scopariodes (Hampson, 1912)
- Phenacodes vegetata (T. P. Lucas, 1901)